# Leptomyrmex nigriventris
Leptomyrmex nigriventris é uma espécie de formiga do gênero Leptomyrmex.